# Баи (Кирово-Чепецкий район)
 Баи  — деревня в Кирово-Чепецком районе Кировской области в составе Чувашевского сельского поселения.

## География
Расположена на расстоянии примерно 30 км на восток-юго-восток по прямой от центра района города Кирово-Чепецк недалеко от железнодорожной линии Киров-Пермь.

## История
Известна с 1678 года как починок Карпика Косаткина с 1 двором, в 1764 году 48 жителей, в 1873 году в починке (тогда Карпиковский  или Баи) было дворов 9 и жителей 72, в 1905 19 и 68, в 1926 (деревня Баи) 24 и 138, в 1950 31 и 140, в 1989 году 18 жителей. 

## Население
Постоянное население составляло 6 человек (русские 100%) в 2002 году, 16 в 2010.